# 胡介国
胡介国（1948年—），英文名雅各布·伍德，尼日利亚华人酋长、商人、尼日利亞中国商会会长、侨领。

## 早年
胡介国生于1948年，在前往尼日利亚以前与兄弟姐妹跟随母亲在上海生活。1962年进入上海晋元中学读书。随后他与当时的知识青年一同下乡。1972年胡介国大学毕业，也是第一届工农兵大学生。胡介国从小喜欢英语，中学时候即为英语课代表。后来胡介国进入上海南海中学做了7年的英语教师。
胡介国父亲胡佩劬早年去香港谋生，20世纪60年代因为香港经济衰退前往尼日利亚发展，并在尼日利亚与人开设当地最大的纺织加工厂，在当地口碑不错。上世纪70年代末，考虑到华侨事业需要有人传承，中国大陆允许海外华侨在国内的子女申请出国。胡介国的父亲希望他可以接替自己，但是胡介国自己并不愿意。直到1978年，时任中国驻尼日利亚大使冯于九劝告胡介国，他才前往尼日利亚，和父亲团聚。
虽然其父经营着纺织厂的生意，但是胡介国无意继承。因为胡介国在中国学习过英语专业，没有语言障碍，在父亲的同意下，他到一家五星级宾馆的餐厅做助理经理。期间他努力学习了酒店管理知识，工作态度认真。胡介国认为自己喜欢上了这一行，而此后他担任了酒店总经理。后来，酒店股东欣赏他的管理能力和敬业精神，送给他股份，胡介国也从一个打工仔成为股东。这为他后来从事酒店业打下了良好的基础。为了寻求更大的发展机遇，1983年，他到加拿大学了4年的酒店管理专业，取得大学本科与硕士学位后返回尼日利亚。

## 从商
尼日利亚是非洲人口最多的国家，而且石油资源非常丰富，其出口量在全世界排名第六，不少西方国家石油公司在尼日利亚开采石油，而当时中国大陆也在实施“走出去”的政策，各地的代表团和公司不断涌入尼日利亚，当地酒店供不应求。胡介国认为酒店业有很大的发展空间，决定投资建造酒店。胡介国的酒店是当地最大的酒店，很多国家政要访问尼日利亚时都曾下榻在他的酒店。胡介国凭借酒店的生意赚到了他人生的第一桶金。1997年，他又斥资800万美元，自己参与设计、兴建和装修了拉各斯金门大酒楼。胡介国从中国大陆选择了建筑公司和装修材料。然而，酒楼工程过半的时，尼日利亚政局变化，部分西方国家因尼日利亚人权问题撤走投资，并实施经济制裁，当地经济受到严重影响。但胡介国决定留下。不久后，6层高、每层拥有500平方米营业面积的金门大酒楼开业，成为尼日利亚的标志性建筑和餐饮中心，截至2006年12月仍是非洲最好的餐馆。
胡介国在1998年之后开始帮助中国企业进入非洲。中国土木工程集团公司在尼日利亚承建的3000公里铁路改造维修项目在胡介国出面帮助下谈成，该项目合同金额达5.6亿美元，在当时是中企在非洲承接的最大项目。胡介国与江苏省合作达10年以上，与山东省也有不少合作。很多中国企业通过胡介国在尼日利亚留了下来。

## 封为酋长
胡介国曾于20世纪90年代参观了尼日利亚拉各斯一个口碑不错的学校。学校校舍用木头拼凑成的，三面矮墙，一面是门，须弯腰进入。没有桌椅灯光，上课需要学生自备椅子，地面坑洼。1999年，由于当地政府支付不起建设学校的费用，胡介国融资垫付2亿多元人民币，帮尼日利亚建了4所学校，容纳上万名学生。后来当地政府没有还钱，胡介国没有追究。
胡介国在尼日利亚政治方面的影响大，经济方面的贡献多，加上他能够用豪萨语熟练地与人交流，在民众推举之后，尼日利亚全国一级大酋长于2001年封他为当地酋长。胡介国向大酋长自荐了封号“BabaAse”，意为“洲际服务总管”，同时告诉尼日利亚人自己要为非洲人民服务的态度。虽然胡介国说，酋长的概念更多是理念、礼仪和荣誉，责任更重；但是实际上胡介国拥有尼日利亚有关部门特批的由他全权指挥的近百人的武装警卫队，胡介国挑选成员，当地政府负责费用。

## 后续
2001年11月，3名中国驻尼日利亚外交官被匪徒劫持，胡介国带着5名卫队人员追到尼日利亚边境，最终解救成功。
2004年7月，尼日利亚总统任命胡介国为总统顾问，负责中小企业发展事宜，同时也为了推动中尼两国的经贸往来。2005年4月，胡介国陪同尼日利亚总统访问中国。2011年11月，胡介国获得尼日利亚2010-2011年度“国家荣誉奖”。
2014年，西非埃博拉病毒疫情爆发。为了员工安全，胡介国准备让新开设的四星级酒店停业。利比里亚总统向中国请求援助之后，中国派来了援建部队和医疗队。这些人员需要住处。得到消息后，正在加拿大的胡介国前往利比里亚的酒店。当时的利比里亚首都近乎空城，难以采购物品，胡介国遂亲自寻找采购猪肉等食材并送往中国医疗队。2020年3月2019冠状病毒病疫情期间，利比里亚规定部分入境者隔离，但是当地缺乏隔离设施，胡介国决定将自己公司旗下的酒店用作“隔离酒店”，任何国家的入境人员都可以入住。尼日利亚政府没有要求强制隔离，但中国企业仍然自觉地要求员工自我隔离，其中一部分缺乏隔离场所，于是他又提供了两家 “隔离酒店”。
胡介国现为尼日利亚中国商会会长，尼日利亚中国友好协会会长，《西非统一商报》董事长。